# Ian O’Doherty
Ian O’Doherty – irlandzki dziennikarz i publicysta o poglądach libertariańskich, zadeklarowany ateista. 
Pracuje dla Irish Independent, w którym od poniedziałku do czwartku pisze do swojej kolumny zatytułowanej iSpy. Przedstawia w niej opinie na różne tematy w sposób szokujący i prześmiewczy. W piątki natomiast ukazuje się jego felieton utrzymany w poważniejszym tonie, The World according to Ian O’Doherty. Wcześniej pracował dla Evening Herald oraz Hot Press. 
Ian pojawiał się także w telewizji, w takich programach jak The Late Late Show czy The Frontline, w których prezentował swoje negatywne poglądy związane z rosnącą populacją muzłumanów w Irlandii. W 2011 nakręcił dla RTÉ dokument zatytułowany Now It's Personal, w którym przedstawia swój tydzień życia z muzłumanami.